# Đại học Khon Kaen
Đại học Khon Kaen (tiếng Thái: มหาวิทยาลัยขอนแก่น) là một trường đại học tại Isan, Thái Lan. Đây là một trung tâm giáo dục của Đông Bắc Thái Lan.

## Lịch sử
- Năm 1941 trong thời kỳ trị vì của vua Ananda Mahidol và thời kỳ thống chế Pibulsonggram đang giữ chức thủ tướng. Họ đã lên kế hoạch tăng cường giáo dục khắp Thái Lan và đã có kế hoạch mở trường đại học tại tỉnh Ubon Ratchathani, nhưng Chiến tranh Thế giới thứ 2 trước đó đã nổ ra và Thái Lan bị buộc phải đứng về phía đế quốc Nhật Bản về mặt quân sự. Do đó kế hoạch xây các trường ở Isan bị hủ bỏ. Mãi đến năm 1960 thì kế hoạch này mới tiếp tục.
- Năm 1962 đề xuất mở trường đào tạo nông nghiệp cao cấp đã được thông qua. Do đó Viện Công nghệ Khon Kaen đã được khai sinh.
- Sau đó trường này được biết đến với tên gọi Đại học Đông Bắc Thái Lan. Do không có cơ quan nào của chính phủ chịu trách nhiệm quản lý trực tiếp trường này, chính phủ đã lập một hội đồng giáo dục quốc gia. Hội đồng này chịu trách nhiệm thiết lập chương trình giảng dạy và tiếp nhận những hỗ trợ từ bên ngoài.
- Năm 1963, tiểu ủy ban giảng dạy đã quyết định đặt khu trường sở cách thành phố Khon Kaen 4 km và có diện tích 3.300.000 km².
- Năm 1965 văn phòng thủ tướng đã chính thức đổi tên trường từ Đại học Đông Bắc Thái Lan thành Đại học Khon Kaen và trường được thẩm quyền kiểm soát công việc của trường.

## Các khoa và viện thuộc trường
- The Graduate School
- College of Graduate Study in Management
- Văn phòng Giáo dục tổng hợp
- Khoa Khoa học
- Khoa Nông nghiệp
- Khoa Giáo dục
- Khoa Kỹ thuật
- Khoa Điều dưỡng
- Khoa Y
- Khoa Nhân văn và Khoa học Xã hội
- Khoa Khoa học Y khoa Kết hợp
- Khoa Sức khỏe Cộng đồng
- Khoa Nha
- Khoa Khoa học Dược
- Khoa Công nghệ
- Khoa Thú y
- Khoa Kiến trúc
- Khoa Khoa học Quản lý
- Khoa Nghệ thuật Ứng dụng và Mỹ thuật
- Khoa Luật (dự án thành lập)
- Cơ sở Nong Khai

## Trung tâm Nghiên cứu
Trung tâm Phát triển và Nghiên cứu Chăn nuôi Nhiệt đớiTROFREC, Lưu trữ ngày 11 tháng 3 năm 2007 tại Wayback Machine.

## Hợp tác quốc tế
- Đại học Adelaide,
- Đại học Deakin,
- Đại học Gifu,
- Đại học Huế,
- Đại học Quốc tế[1],
- Đại học Kochi,
- Đại học Kyoto,
- Đại học Nanzan,
- Đại học Quốc gia Lào,
- Đại học Mie,
- Đại học Muhammadiyah,
- Đại học Osaka,
- Đại học Saga,
- Đại học Thái Nguyên,
- Đại học Canberra,
- Đại học Sydney,
- Đại học Nông nghiệp Hà Nội,